# Mike Yeo
Mike Yeo (* 31. Juli 1973 in Toronto, Ontario) ist ein ehemaliger kanadischer Eishockeyspieler und derzeitiger -trainer. Seit der Saison 2024/25 ist er als Assistenztrainer der Ottawa Senators in der National Hockey League tätig. Zuvor hatte er in der NHL bereits die Minnesota Wild (2011–2016), die St. Louis Blues (2017–2018) sowie interimsweise die Philadelphia Flyers (2021–2022) als Cheftrainer betreut.

## Karriere
Mike Yeo begann seine Profilaufbahn 1990 bei den Sudbury Wolves in der Ontario Hockey League. Erst in seiner vierten Spielzeit mit den Wolves gelang dem Flügelstürmer unter Cheftrainer Glenn Merkosky der Durchbruch in der OHL, als er in 65 Partien der regulären Saison 66 Scorerpunkte erzielte. Yeo, der nie gedraftet wurde, erhielt zur Saison 1994/95 einen Profivertrag bei den Houston Aeros aus der International Hockey League. Für diese absolvierte er in seiner Debütsaison 63 Begegnungen in der IHL, wobei der Kanadier 17 Punkte verbuchte. In den folgenden drei Spielzeiten schoss er jeweils mindestens zehn Saisontore, die Bestmarke von 41 Punkten erreichte Yeo in der Saison 1997/98. Die Spielzeit 1998/99, seine letzte bei den Houston Aeros, brachte ihm den Gewinn des Turner Cup. In der Finalserie besiegte er mit den Aeros die Orlando Solar Bears in sieben Partien. Nachdem der Stürmer noch eine Saison bei den Wilkes-Barre/Scranton Penguins in der American Hockey League verbracht hatte, beendete er seine Spielerkarriere.
Der Kanadier blieb der Organisation der Penguins treu und wurde ab der Saison 2000/01 als Assistenztrainer in Wilkes-Barre beschäftigt. Zunächst war er drei Saisonen die rechte Hand von Cheftrainer Glenn Patrick. Später blieb Yeo auch unter Michel Therrien, Rick Kehoe und Joe Mullen in derselben Position tätig. Zur Spielzeit 2006/07 wurde er vom Farmteam der Pittsburgh Penguins zu deren NHL-Organisation befördert und amtete weiter als Assistenztrainer. In der Saison 2008/09 gehörte Yeo zur Siegermannschaft der Penguins, die den Stanley Cup gewann. In der Saison 2010/11 war der Kanadier als Cheftrainer bei den Houston Aeros tätig, mit denen Yeo die Finalserie um den Calder Cup erreichte. Nach der Entlassung von Todd Richards bei den Minnesota Wild im April 2011 wurde Yeo zwei Monate später als dessen Nachfolger verpflichtet.
In der Folge führte Yeo die Wild von 2013 bis 2015 drei Mal in Folge in die Playoffs, ehe er im Februar 2016 entlassen wurde, nachdem die Mannschaft acht Spiele in Folge sowie 13 von 14 verloren hatte. Seine Nachfolge trat interimsweise John Torchetti an. Yeo verließ das Franchise mit einer durchschnittlichen Punktquote von 55,9 % und somit in dieser Hinsicht als der erfolgreichster Trainer.
Wenige Monate später war er als Assistenztrainer von Bill Peters mit der kanadischen A-Nationalmannschaft bei der Weltmeisterschaft 2016 vertreten und gewann mit dem Team dort die Goldmedaille. Im Juni 2016 verpflichteten ihn dann die St. Louis Blues, bei denen Yeo in der Spielzeit 2016/17 als Assistent von Ken Hitchcock fungieren und im Anschluss die Position des Cheftrainers übernehmen soll. Nach einer sportlichen enttäuschenden ersten Saisonhälfte wurde Hitchcock allerdings bereits im Februar 2017 entlassen, sodass Yeo die Blues früher als erwartet als Cheftrainer übernahm. In der Folge trainierte er das Team bis November 2018, als er nach einem schwachen Start in die Saison mit nur sieben Siegen aus 19 Spielen von seinen Pflichten enthoben wurde. Seine Nachfolge übernahm vorerst sein bisheriger Assistent Craig Berube.
Im Mai 2019 wurde Yeo als Assistent des ebenfalls neu verpflichteten Alain Vigneault bei den Philadelphia Flyers vorgestellt. Dessen Nachfolge übernahm er anschließend im Dezember 2021 interimsweise, als Vigneault entlassen wurde. Am Ende der Spielzeit verpassten die Flyers die Playoffs deutlich, sodass Yeo im Mai 2022 entlassen wurde. Im Juli 2022 wurde er dann als neuer Assistenztrainer bei den Vancouver Canucks vorgestellt. Dort wiederum war er bis zum Ende der Saison 2023/24 tätig, ehe man sich in gegenseitigem Einvernehmen trennte und er wenig später in gleicher Funktion von den Ottawa Senators verpflichtet wurde.

## Erfolge und Auszeichnungen
- 1999 Turner-Cup-Gewinn mit den Houston Aeros
- 2009 Stanley-Cup-Gewinn mit den Pittsburgh Penguins (als Assistenztrainer)
- 2016 Goldmedaille bei der Weltmeisterschaft (als Assistenztrainer)

## NHL-Trainerstatistik
| Team                | Saison  | reguläre Saison | reguläre Saison | reguläre Saison | reguläre Saison | reguläre Saison | reguläre Saison   | Play-offs | Play-offs | Play-offs                |
| Team                | Saison  | Spiele          | S               | N               | OTL             | Pts             | Platz             | S         | N         | Resultat                 |
| ------------------- | ------- | --------------- | --------------- | --------------- | --------------- | --------------- | ----------------- | --------- | --------- | ------------------------ |
| Minnesota Wild      | 2011/12 | 82              | 35              | 36              | 11              | 81              | 4. (Northwest)    | –         | –         | nicht qualifiziert       |
| Minnesota Wild      | 2012/13 | 48              | 26              | 19              | 3               | 55              | 2. (Northwest)    | 1         | 4         | Conference-Viertelfinale |
| Minnesota Wild      | 2013/14 | 82              | 43              | 27              | 12              | 98              | 4. (Central)      | 6         | 7         | Conference-Halbfinale    |
| Minnesota Wild      | 2014/15 | 82              | 46              | 28              | 8               | 100             | 4. (Central)      | 4         | 6         | Conference-Halbfinale    |
| Minnesota Wild      | 2015/16 | 55              | 23              | 22              | 10              | 56              | entlassen         | –         | –         |                          |
| St. Louis Blues     | 2016/17 | 32              | 22              | 8               | 2               | 46              | 3. (Central)      | 6         | 5         | Conference-Halbfinale    |
| St. Louis Blues     | 2017/18 | 82              | 44              | 32              | 6               | 94              | 5. (Central)      | –         | –         | nicht qualifiziert       |
| St. Louis Blues     | 2018/19 | 19              | 7               | 9               | 3               | 17              | entlassen         | –         | –         |                          |
| Philadelphia Flyers | 2021/22 | 60              | 17              | 36              | 7               | 41              | 8. (Metropolitan) | –         | –         | nicht qualifiziert       |
| Gesamt              | Gesamt  | 542             | 263             | 217             | 62              | 588             | 0 Divisionstitel  | 17        | 22        | 0 Stanley Cups           |

S = Siege; N = Niederlagen; OTL = Niederlagen nach Overtime bzw. Shootout; Pts = Punkte